# Cagliari Calcio 2022-2023
Questa voce raccoglie le informazioni riguardanti il Cagliari Calcio nelle competizioni ufficiali della stagione 2022-2023.

## Stagione

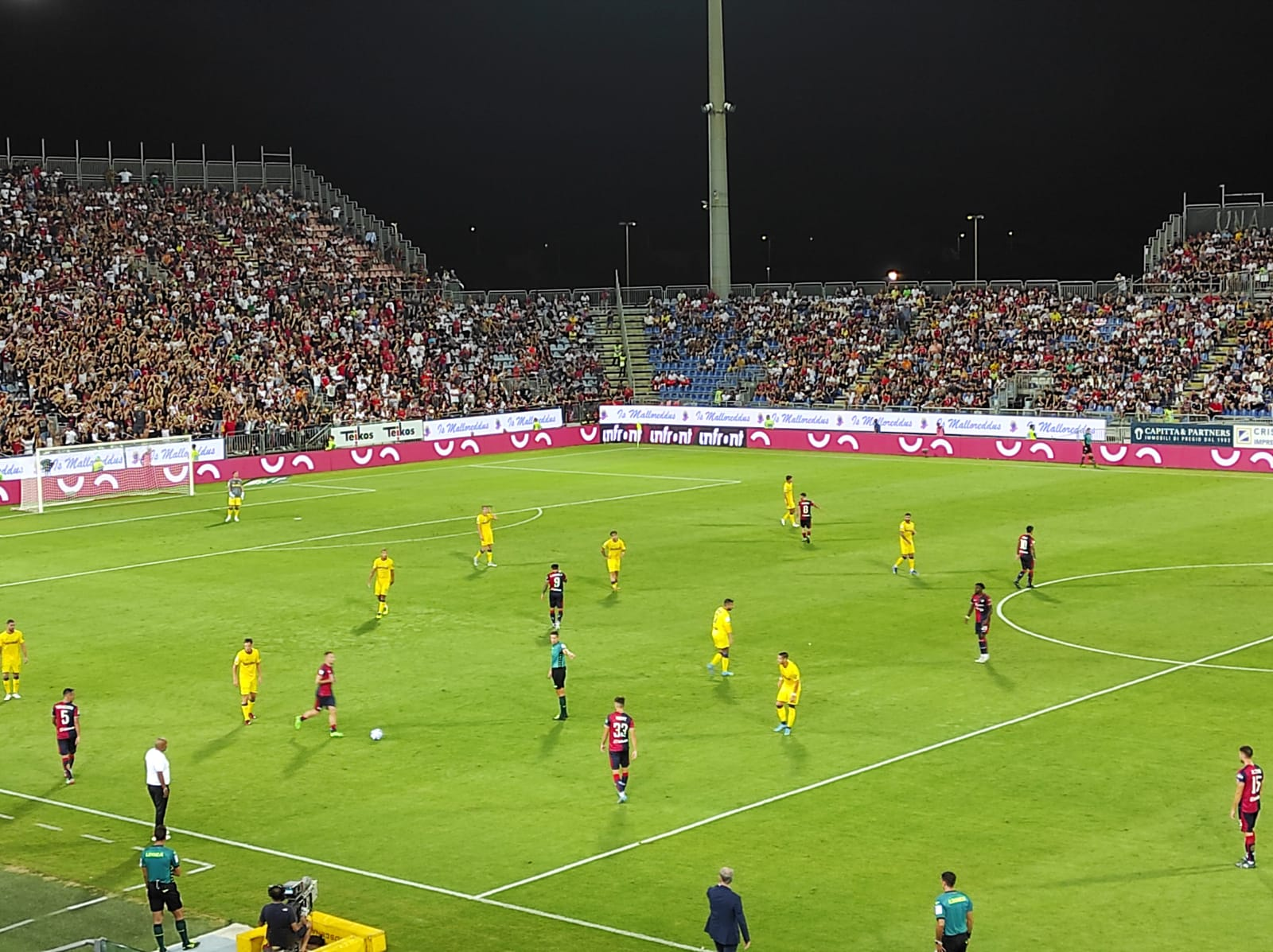
Un momento di gioco in Cagliari- alla Unipol Domus, valevole per la 4ª giornata di andata.

Dopo la retrocessione in cadetteria avvenuta nella stagione precedente, il presidente Tommaso Giulini decide di effettuare una rivoluzione in primis sul piano tecnico ma, in minor misura, anche su quello dirigenziale. Per la ripartenza in Serie B viene affidata la panchina a Fabio Liverani, reduce da un'esperienza non fortunata con Parma due stagioni prima ma che precedentemente con il Lecce riuscì nell'impresa della doppia promozione dalla Serie C alla A. Vista anche la necessità di abbassare l'indice di liquidità, ancor più severo rispetto alla massima serie, la società è costretta a massimizzare i ricavi lasciando andare i giocatori fuori categoria: le cessioni più eccellenti sono infatti il portiere della nazionale Alessio Cragno e il capitano João Pedro, che salutano Cagliari dopo 8 stagioni, e la promessa cresciuta nel settore giovanile rossoblù Andrea Carboni.

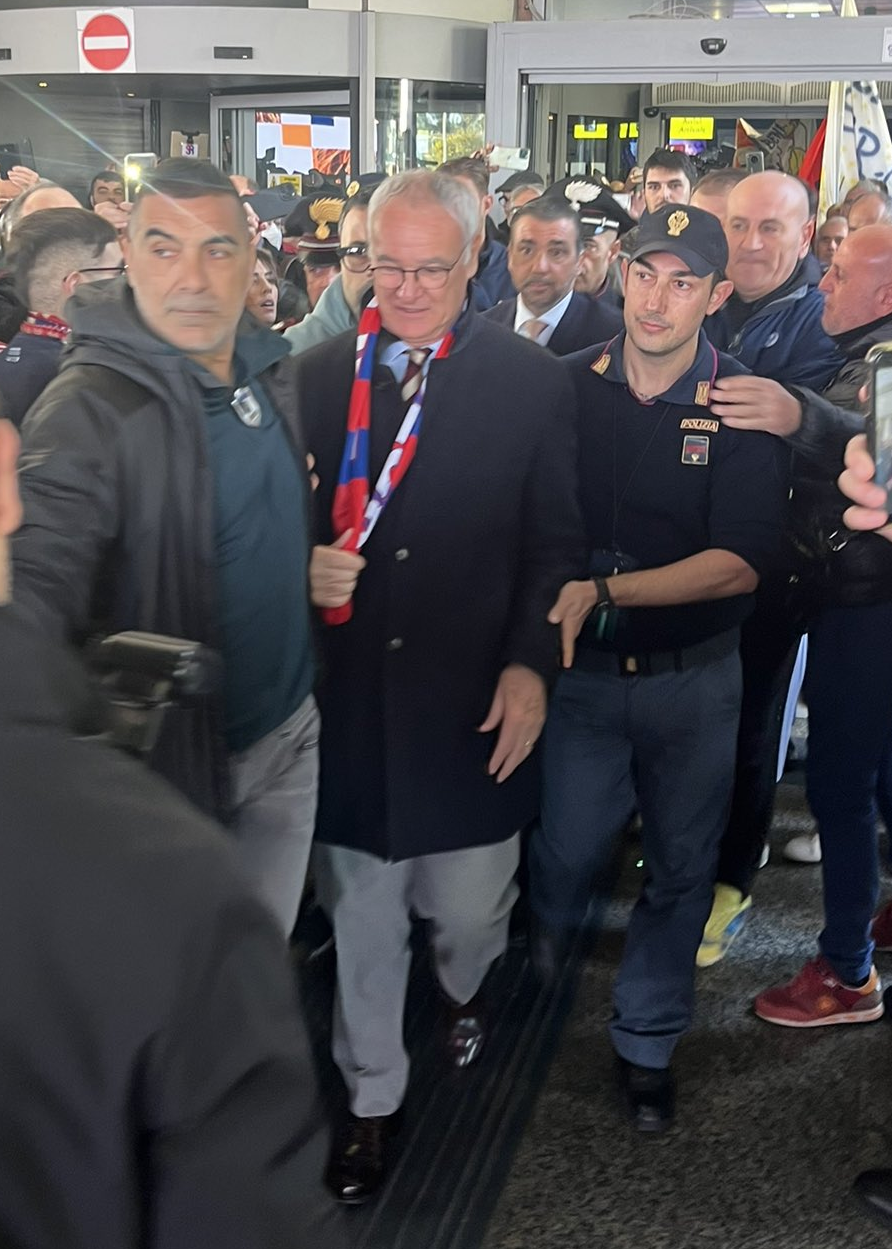
Claudio Ranieri all'aeroporto di Cagliari-Elmas il 3 gennaio 2023, giorno del suo ritorno alla guida del

Peraltro, viene confermato Stefano Capozucca nel ruolo di direttore sportivo, ma viene inserita anche una nuova figura, il club manager, ingaggiando Roberto Muzzi, ex attaccante e capitano della squadra negli anni '90, mentre si dimette il coordinatore della Primavera e U17, nonché anch'esso ex capitano, Daniele Conti, nell'ultima fase anche dirigente a supporto della prima squadra, a seguito di dissapori dopo la risoluzione contrattuale con Alessandro Agostini, tecnico della Primavera semifinalista nei play-off Scudetto e della prima squadra nelle ultime tre giornate di campionato.
Rispetto all'estate precedente in cui la squadra andò a Pejo, in Trentino, e per un weekend in Sardegna ad Aritzo, il ritiro precampionato viene svolto interamente presso il Centro Sportivo Asseminello.
La squadra rossoblù fa il suo esordio ufficiale il 5 agosto nei trentaduesimi di finale di Coppa Italia contro il Perugia alla Unipol Domus, con i padroni di casa che conquistano l'accesso al turno successivo grazie a una vittoria in rimonta per 3-2, aperta dal primo gol stagionale messo a segno dal difensore Giorgio Altare. Il 13 agosto il Cagliari debutta in Serie B in trasferta contro il Como allo Stadio Giuseppe Sinigaglia in maniera non positiva, con la squadra che raggiunge sull'1-1 i lariani all'ultimo respiro con un gol di Gastón Pereiro. Successivamente arrivano tre vittorie, inframezzate solo dalla sconfitta esterna contro la SPAL, che portano la squadra al terzo posto. Dopodiché però tre sconfitte (delle quali due casalinghe contro Bari e Venezia) e un pareggio su cinque partite fanno crollare i rossoblù al decimo posto con 14 punti in 10 partite e 7 punti dalla promozione diretta, pertanto la società decide di sollevare dall'incarico di direttore sportivo Capozucca e di risolvere il contratto con il direttore generale Mario Passetti, in organigramma sin dal primo giorno dell'era Giulini. Quasi un mese dopo, il 21 novembre, viene ufficializzato l'arrivo di Nereo Bonato, direttore sportivo in passato di Cremonese, Udinese e Sassuolo. Nonostante i cambi ai vertici dell'area sportiva non arriva la svolta e la squadra colleziona cinque pareggi di fila e in totale una sola vittoria in otto partite. A una giornata dal termine del girone d'andata, con quattro punti di distanza dall'ultimo posto disponibile dei play-off e soprattutto tre punti soltanto di margine dai play-out, la società solleva dall'incarico l'allenatore Fabio Liverani che chiude quindi la sua esperienza sarda con sole 5 vittorie su 18 partite, 7 pareggi e 6 sconfitte.
A seguito dell'esonero, per l'ultima giornata di andata contro il Cosenza sulla panchina si sarebbe dovuto sedere il club manager Roberto Muzzi, nominato allenatore ad interim, poi sostituito a ridosso dell'inizio dell'incontro da Fabio Pisacane per motivi di salute Il 23 dicembre 2022 viene annunciato il ritorno, a partire dal 1º gennaio 2023, di Claudio Ranieri che con i sardi 35 anni prima ottenne una doppia promozione dalla Serie C alla Serie A per poi lanciarsi nella sua carriera internazionale.
La seconda esperienza del tecnico romano inizia con una vittoria contro il Como in una Unipol Domus esaurita e sette punti in tre partite, poi il primo stop a Modena. Alle porte della primavera inizia però una pareggite, con ben 7 "x" su nove partite, inclusi quelli con dirette concorrenti come Bari, Genoa, la sorpresa Südtirol e la capolista Frosinone. La serie di imbattibilità consente comunque di risalire dal dodicesimo al sesto posto, rientrando quindi in zona play-off, interrotta soltanto dalla seconda e ultima sconfitta a Parma. Le successive quattro vittorie consecutive garantiscono l'accesso alla post-season al quinto posto finale a quota 60 punti, collezionando uno score (esclusa la vittoria con Pisacane in panchina) di 9 vittorie, 8 pareggi e appena 2 sconfitte, per un totale di 35 punti. Protagonista del campionato è Gianluca Lapadula che, con un rendimento elevatissimo nell'anno solare 2023, conquista il titolo di capocannoniere con 21 gol.
Il quinto posto comporta l'accesso al turno preliminare a gara unica, e i rossoblù ritrovano il Venezia, squadra involontariamente protagonista della partita decisiva per la retrocessione la stagione precedente. Contro i lagunari è ancora Lapadula a firmare i due gol decisivi del 2-1 utili al passaggio del turno. In semifinale i sardi incontrano il Parma: all'andata avviene una rocambolesca rimonta, da 0-2 in casa alla vittoria finale per 3-2 con mattatore Zito Luvumbo, protagonista di una doppietta inframezzata da un rigore procurato, mentre al ritorno gli uomini di Ranieri si assicurano la finale con uno 0-0 al Tardini.
La finale è contro il Bari, uscito vincitore dalla semifinale contro il Südtirol. All'andata all'Unipol Domus va subito in vantaggio il Cagliari con il solito Lapadula (al ventiseiesimo e ultimo gol stagionale), acciuffato però da un rigore di Mirco Antenucci nei minuti di recupero. Al ritorno, l'11 giugno 2023, pertanto i sardi son costretti alla vittoria, che arriva per 1-0 con un gol in extremis al 94' di Leonardo Pavoletti, sancendo il ritorno in massima serie dopo un solo anno di cadetteria.

## Divise e sponsor
Dopo due stagioni termina la collaborazione con il fornitore Adidas e la società rossoblù sigla un accordo di sponsorizzazione tecnica quinquennale con il brand sardo EYE Sport.
Viene confermato come main sponsor la Regione Sardegna, che rispetto alla stagione precedente appone il suo rinnovato marchio istituzionale dell'Assessorato al Turismo, Artigianato e Commercio recante l'insegna SARDEGNA Isola dell'Artigianato), mentre la novità è Fondazione Mont'e Prama come secondo sponsor, ente che si occupa della tutela dei Giganti di Mont'e Prama e di tutto il Parco archeologico del Sinis. Vengono anche confermati gli sponsor secondari: Birra Ichnusa sul retro della maglia sotto il numero, Arborea, il brand della Cooperativa 3A, azienda produttrice di latte e suoi derivati sulla manica sinistra e da metà ottobre si aggiunge Blue Shark, azienda edile, come sponsor nel pantaloncino.
Nella maglia Home ritorna la classica divisione a quarti rossoblù, con le bande verticali rosse e blu che sul retro si invertono come da tradizione della maglia del Cagliari, seppur tale soluzione non veniva utilizzata dal 2007-2008. Sulla parte alta del petto è presente una trama tono su tono che richiama le geometrie dei pibiones, simbolo dei tessuti artigianali sardi. Il colletto presenta un particolare incrocio a V sia sul fronte sia sul retro, mentre i bordi delle maniche presentano degli inserti color oro. Sul petto lo stemma societario è monocromo su base bianca mentre negli spacchetti laterali una fettuccia ricorda la stagione della vittoria dello storico Scudetto, riportato anche nel retro del colletto.
I pantaloncini sono blu con un inserto romboidale rosso su ogni fianco, mentre i calzettoni sono blu con due righe laterali rosse e fascia superiore rossa. Presenti come ulteriori dettagli la bandiera della Sardegna e il nome del club rispettivamente sulla parte del polpaccio e della tibia in bianco.
In una sola occasione, per la partita di ritorno delle semifinali play-off, è stata utilizzata una versione alternativa della divisa casalinga, con la maglia invariata ma abbinata a dei pantaloncini rossi con banda laterale composta da una trama riconducibile sempre a quelle tipiche dell'artigianato sardo e dei calzettoni interamente rossi. Tale versione si è resa necessaria per poter giocare in rossoblù contro il Parma anche al ritorno, per via della divisa spezzata degli emiliani.
La versione Away è bianca, con una tonalità di colore che tende al perla, e sulle spalle e nelle maniche scorrono un inserto rosso sulla parte destra e blu sulla sinistra. Al centro del colletto, sul fronte, è presente un tassello triangolare blu che riporta i Quattro Mori in color oro. La trama che riveste l'intera livrea è costituita dalla scritta ripetuta Cagliari Calcio realizzata col font tipografico Bàttoro, che fu disegnato dal designer Stefano Asili per la Regione Sardegna per l'Expo 2015.
I pantaloncini sono bianchi e sui lati riprendono le bande presenti nelle spalle: una rossa sul lato destro e una blu sul lato sinistro. I calzettoni sono bianchi con fascia alta blu e analoghi dettagli della versione casalinga.
La Third è principalmente di colore giallo, ma caratterizzato da un design in trasparenza lungo il busto, le maniche e i risvolti laterali dei pantaloncini che riprende il logo Sardegna, marchio registrato del main sponsor, la Regione Sardegna, utilizzato da essa come segno identificativo per la promozione dell'Isola. Il colletto blu è alla coreana, i bordi delle maniche presentano degli inserti rosso e blu.
In occasione dell'incontro casalingo contro la Ternana, disputatosi nella vigilia della Festa di sant'Efisio, la più grande celebrazione religiosa della Sardegna, è stata indossata una divisa speciale. La maglia è di color blu notte impreziosita da una trama formata da piccole croci greche dorate, presenti nell’interno del mantello del santo. I bordi delle maniche, il colletto a V e il bordo dei pantaloncini sono rosso-dorati come l’esterno del vestiario del martire, nonché principali colori del panciotto e dei ricami dei tessuti. La trama sul petto sfuma progressivamente verso la base per lasciar spazio a una stilizzazione de sa ramadura, ovvero petali stilizzati di rose rosse, gialle e arancioni a ricreare il tappeto floreale che al culmine della processione ricopre la via Roma, arteria principale della città. Sono stati poi indossati i calzettoni canonici della maglia home.
Per i portieri è presente una versione color arancione e dettagli blu con lo stesso template della prima divisa. Anch'essa presenta sul fronte una trama che richiama i pibiones ma in questo caso disposta su un palo centrale tono su tono. Pantaloncini e calzettoni sono interamente arancioni senza ulteriori dettagli.
| Casa | Trasferta | Terza | Home alt. | Sant'Efisio |

## Organigramma societario
Organigramma aggiornato al 23 marzo 2023.
Area direttiva
- Presidente onorario: Luigi Riva
- Presidente: Tommaso Giulini
- Vicepresidente: Fedele Usai
- Amministratore Delegato Corporate: Carlo Catte
- Direttore Generale: Mario Passetti (fino al 27/10/2022)[22]
- Direttore Business e Media[50]: Stefano Melis
- Dirigente Servizio ASQ: Andrea Alessandro Muntoni
- Consiglieri di Amministrazione: Pasquale Lavanga, Alessandro Manunta, Mario Passetti (fino al 27/10/2022)[22], Stefano Signorelli
- Collegio sindacale: Luigi Zucca (Presidente), Giovanni Pinna Parpaglia, Piero Sanna Randaccio
- Organismo di Vigilanza: Diego Loy (Presidente)

Organizzazione esecutiva
- Direttore Sportivo: Stefano Capozucca (fino al 26/10/2022)[21], Nereo Bonato (dal 21/11/2022)[23]
- Club Manager: Roberto Muzzi (fino al 23/03/2023)[51]
- Segretario generale sportivo: Matteo Stagno
- Coordinatore Area Scouting: Andrea Cossu
- Team Manager: Alessandro Steri
- Responsabile Settore Giovanile, Attività di Base e Cagliari Football Academy: Bernardo Mereu
- Coordinatore tecnico Primavera: Roberto Muzzi (dal 23/03/2023)[51]
- Direttore Sportivo Settore Giovanile: Pierluigi Carta
- Responsabile Marketing e Sponsorship[52]: Federica Vargiu
- Responsabile Comunicazione: Fabio Frongia (dal 03/11/2022)[49]
- Responsabile Store e Licensing: Alessandro Cinellu

- Responsabile Ticketing: Stefano Fenu
- Responsabile Eventi e iniziative e Supporter Liaison Officer: Elisabetta Scorcu
- Responsabile Contabilità e Personale: Danila Fenu
- Responsabile Amministrativo e Reporting: Mauro Congia
- Responsabile Infrastrutture: Franco Marongiu
- Delegato Sicurezza Stadio: Andrea Muggianu

Area tecnica
- Allenatore: Fabio Liverani (fino al 20/12/2022)[24], Claudio Ranieri (dal 01/01/2023)[27]
- Allenatore in seconda: Cesare Bovo (fino al 20/12/2022)[24], Paolo Benetti (dal 01/01/2023)[53]
- Collaboratori tecnici: Federico Fabellini (fino al 20/12/2022)[24], Fabio Pisacane, Vitantonio Pascale (dal 01/01/2023)[53]
- Preparatore dei portieri: Walter Bressan

- Preparatori atletici:
  - Maurizio Cantarelli (fino al 20/12/2022)[24], Mauro Baldus, Massimo Catalano (dal 01/01/2023)[53]
  - Francesco Fois (recupero infortuni)
- Match Analyst: Giuseppe Cappello (fino al 20/12/2022)[24]

Area sanitaria
- Responsabile sanitario: Marco Scorcu
- Medico prima squadra: Roberto Mura
- Fisioterapisti: Salvatore Congiu, Stefano Frau, Simone Ruggiu

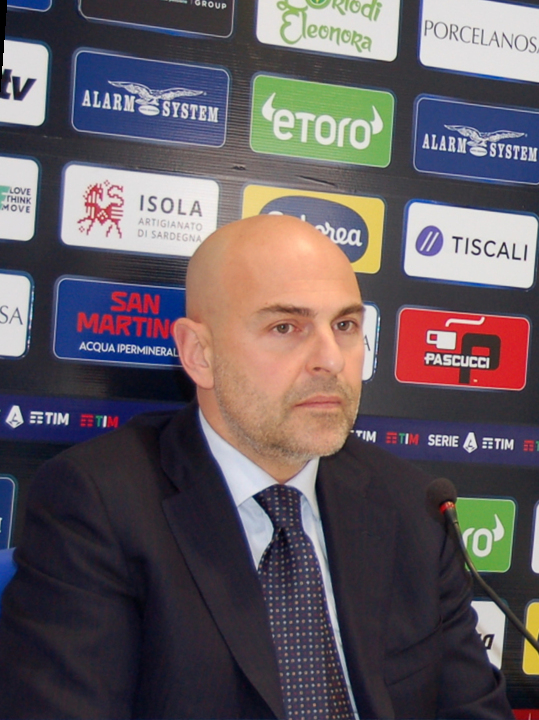
Il presidente del Cagliari Tommaso Giulini

## Rosa
| N. |                      | Ruolo | Calciatore        |
| -- | -------------------- | ----- | ----------------- |
| 1  | Serbia (bandiera)    | P     | Boris Radunović   |
| 3  | Italia (bandiera)    | D     | Edoardo Goldaniga |
| 4  | Italia (bandiera)    | D     | Alberto Dossena   |
| 5  | Italia (bandiera)    | C     | Marco Mancosu     |
| 6  | Croazia (bandiera)   | C     | Marko Rog         |
| 8  | Uruguay (bandiera)   | C     | Nahitan Nández    |
| 9  | Perù (bandiera)      | A     | Gianluca Lapadula |
| 10 | Italia (bandiera)    | C     | Nicolas Viola     |
| 14 | Italia (bandiera)    | C     | Alessandro Deiola |
| 15 | Italia (bandiera)    | D     | Giorgio Altare    |
| 16 | Argentina (bandiera) | D     | Franco Carboni    |
| 17 | Italia (bandiera)    | C     | Jacopo Desogus    |
| 18 | Italia (bandiera)    | P     | Simone Aresti     |
| 19 | Italia (bandiera)    | A     | Vincenzo Millico  |
| 20 | Uruguay (bandiera)   | A     | Gastón Pereiro    |
| 20 | Slovenia (bandiera)  | A     | Nik Prelec        |
| 21 | Italia (bandiera)    | C     | Nicolò Cavuoti    |
| 22 | Italia (bandiera)    | P     | Giuseppe Ciocci   |

| N. |                           | Ruolo | Calciatore                    |
| -- | ------------------------- | ----- | ----------------------------- |
| 23 | Italia (bandiera)         | C     | Nunzio Lella                  |
| 24 | Italia (bandiera)         | D     | Paolo Faragò                  |
| 24 | Italia (bandiera)         | D     | Elio Capradossi               |
| 25 | Italia (bandiera)         | A     | Filippo Falco                 |
| 26 | Italia (bandiera)         | D     | Salvatore Boccia              |
| 27 | Francia (bandiera)        | A     | Lisandru Tramoni              |
| 27 | Italia (bandiera)         | D     | Antonio Barreca               |
| 28 | Italia (bandiera)         | D     | Gabriele Zappa                |
| 29 | Rep. del Congo (bandiera) | C     | Antoine Makoumbou             |
| 30 | Italia (bandiera)         | A     | Leonardo Pavoletti (capitano) |
| 32 | Italia (bandiera)         | A     | Gianluca Contini              |
| 33 | Slovacchia (bandiera)     | D     | Adam Obert                    |
| 35 | Slovacchia (bandiera)     | A     | Adam Griger                   |
| 37 | Brasile (bandiera)        | D     | Paulo Azzi                    |
| 39 | Grecia (bandiera)         | C     | Chrīstos Kourfalidīs          |
| 77 | Angola (bandiera)         | A     | Zito Luvumbo                  |
| 80 | Argentina (bandiera)      | C     | Isaias Delpupo                |
| 99 | Italia (bandiera)         | D     | Alessandro Di Pardo           |

Note:
1. 1 2 3 4 5 6  Acquistato nella sessione estiva di calciomercato.
2. 1 2  Ceduto nella sessione invernale di calciomercato.
3. 1 2 3 4 5  Ceduto nella sessione estiva di calciomercato.
4. 1 2  Acquistato nella sessione invernale di calciomercato.
5. 1 2  Aggregato alla prima squadra dalla formazione Primavera.

Fonte: cagliaricalcio.com
NB: Mattéo Tramoni, inizialmente inserito nei convocati del ritiro e assegnatogli il numero 19, è stato ceduto il 18 agosto 2022 a stagione iniziata senza però essere mai stato convocato in nessuna partita ufficiale. Anche Sebastian Walukiewicz, rimasto tesserato fino al 1º settembre 2022, non è stato mai convocato in partite ufficiali.

## Calciomercato
A causa della retrocessione in serie cadetta, la dirigenza ha dovuto rivoluzionare l'intera rosa lasciando partire diversi elementi con ingaggi pesanti sul bilancio, che potessero portare liquidità nelle casse societarie o che semplicemente desiderosi di continuare a disputare un campionato di Serie A o di altri campionati maggiori dell'estero. Le cessioni più importanti son state quella del capitano João Pedro, accasatosi in Turchia al Fenerbahçe e del portiere Alessio Cragno alla neopromossa in A Monza e con lui in Brianza è andato anche il giovane difensore, prodotto del settore giovanile e nazionale under 21, Andrea Carboni. Infine altra plusvalenza è arrivata dal terzino Raoul Bellanova passato all'Inter, mentre Răzvan Marin è stato ceduto all'Empoli. Per altri giocatori invece, quali Charalampos Lykogiannīs, Luca Ceppitelli, Daniele Baselli, Keita Baldé, Damir Ceter si è arrivati a scadenza contrattuale, mentre Dalbert, Matteo Lovato, Alberto Grassi e Kevin Strootman a prestito finito sono tornati nelle squadre proprietarie del loro cartellino. A fine sessione estiva è stato poi ceduto all'Empoli il polacco Sebastian Walukiewicz.
Rispetto alla passata stagione, tra i nomi di chi ha scelto di rimanere anche in Serie B spiccano Leonardo Pavoletti, nominato nuovo capitano, Nahitan Nández e Marko Rog.
Sul fronte acquisti la società si è mossa inizialmente sul fronte difensivo andando a prendere in prestito i due terzini Franco Carboni e Alessandro Di Pardo da Inter e Juventus, in mezzo al campo, oltre al reintegro del rientrante dal prestito a Olbia Nunzio Lella, sono arrivati Nicolas Viola dal Bologna e il franco-congolese Antoine Makoumbou dal Maribor e in attacco il colpo è l'italo-peruviano Gianluca Lapadula. A ridosso dell'esordio in campionato sono poi arrivati l'ala Vincenzo Millico, la stagione precedente in prestito dal Torino al Cosenza e il giovane difensore Alberto Dossena dall'Avellino. È tuttavia a stagione iniziata, ma con il mercato ancora aperto, che si son registrati i principali colpi: su tutti il ritorno dopo 13 anni del cagliaritano Marco Mancosu dalla SPAL, affiancato da un altro ritorno, quello di Antonio Barreca, terzino dell'ultima promozione in Serie A, svincolatosi dal Monaco. Nell'ultimo giorno di mercato vengono tesserati anche l'attaccante Filippo Falco dallo Stella Rossa e Elio Capradossi dalla SPAL.
Tali ingressi a precampionato e stagione in corso hanno portato quindi a conseguenti uscite: il citato Walukiewicz, il prodotto del settore giovanile Jacopo Desogus, titolare nella prima giornata contro il Como ma poi chiuso nelle gerarchie e mandato in prestito al Pescara, nonché Paolo Faragò, ceduto definitivamente al Como, così come Salvatore Boccia e Lisandru Tramoni, uscenti dalla formazione Primavera, ceduti il primo temporaneamente alla Turris e il secondo assieme al fratello Mattéo, quest'ultimo in prestito la stagione passata al Brescia e mai entrato nei piani di Liverani, definitivamente al Pisa.
Più moderata invece la sessione invernale: a gennaio infatti arriva dal Modena il tornante sinistro brasiliano Paulo Azzi, e conseguentemente viene risolto anticipatamente il prestito con il pari ruolo argentino Franco Carboni con l'Inter (che poi lo manderà in prestito al Monza), mentre in attacco l'uruguaiano Gastón Pereiro viene mandato in prestito fino a fine stagione al Nacional, squadra con cui crebbe calcisticamente, e nell'ultimo giorno di mercato arriva dagli austriaci del WSG Swarovski Tirol il centravanti sloveno Nik Prelec.

### Sessione estiva(dal 1/7 al 1/9)
| Acquisti         | Acquisti            | Acquisti     | Acquisti                                          |
| R.               | Nome                | da           | Modalità                                          |
| ---------------- | ------------------- | ------------ | ------------------------------------------------- |
| P                | Giuseppe Ciocci     | Olbia        | fine prestito                                     |
| D                | Antonio Barreca     |              | definitivo                                        |
| D                | Franco Carboni      | Inter        | prestito con diritto di riscatto e controriscatto |
| D                | Elio Capradossi     | Spezia       | definitivo                                        |
| D                | Alessandro Di Pardo | Juventus     | prestito con diritto di riscatto                  |
| D                | Alberto Dossena     | Avellino     | definitivo                                        |
| C                | Nunzio Lella        | Olbia        | fine prestito                                     |
| C                | Antoine Makoumbou   | Maribor      | definitivo                                        |
| C                | Marco Mancosu       |              | definitivo                                        |
| C                | Nicolas Viola       | Bologna      | definitivo                                        |
| A                | Filippo Falco       | Stella Rossa | prestito con diritto di riscatto                  |
| A                | Gianluca Lapadula   | Benevento    | definitivo                                        |
| A                | Vincenzo Millico    | Torino       | definitivo                                        |
| Altre operazioni |                     |              |                                                   |
| R.               | Nome                | da           | Modalità                                          |
| D                | Raoul Bellanova     | Bordeaux     | diritto di riscatto esercitato                    |
| D                | Salvatore Boccia    | Olbia        | fine prestito                                     |
| D                | Francesco Cusumano  | Vis Pesaro   | fine prestito                                     |
| D                | Paolo Faragò        | Lecce        | fine prestito                                     |
| C                | Roberto Biancu      | Olbia        | fine prestito                                     |
| C                | Riccardo Ladinetti  | Olbia        | fine prestito                                     |
| A                | Alberto Cerri       | Como         | fine prestito                                     |
| A                | Gianluca Contini    | Legnago      | fine prestito                                     |
| A                | Massimiliano Manca  | Olbia        | fine prestito                                     |
| A                | Federico Marigosu   | Grosseto     | fine prestito                                     |
| A                | Mattéo Tramoni      | Brescia      | fine prestito                                     |

| Cessioni         | Cessioni                | Cessioni            | Cessioni                         |
| R.               | Nome                    | a                   | Modalità                         |
| ---------------- | ----------------------- | ------------------- | -------------------------------- |
| P                | Alessio Cragno          | Monza               | prestito con obbligo di riscatto |
| D                | Raoul Bellanova         | Inter               | prestito con diritto di riscatto |
| D                | Salvatore Boccia        | Turris              | prestito                         |
| D                | Andrea Carboni          | Monza               | definitivo                       |
| D                | Luca Ceppitelli         |                     | svincolato                       |
| D                | Dalbert                 | Inter               | fine prestito                    |
| D                | Paolo Faragò            | Como                | definitivo                       |
| D                | Charalampos Lykogiannīs |                     | svincolato                       |
| D                | Matteo Lovato           | Atalanta            | fine prestito                    |
| D                | Sebastian Walukiewicz   | Empoli              | prestito con obbligo di riscatto |
| C                | Daniele Baselli         |                     | svincolato                       |
| C                | Alberto Grassi          | Parma               | fine prestito                    |
| C                | Răzvan Marin            | Empoli              | prestito con diritto di riscatto |
| C                | Kevin Strootman         | Olympique Marsiglia | fine prestito                    |
| A                | Damir Ceter             |                     | svincolato                       |
| A                | Jacopo Desogus          | Pescara             | prestito                         |
| A                | Luca Gagliano           | Padova              | definitivo                       |
| A                | João Pedro              | Fenerbahçe          | definitivo                       |
| A                | Keita Baldé             |                     | svincolato                       |
| A                | Lisandru Tramoni        | Pisa                | definitivo                       |
| Altre operazioni |                         |                     |                                  |
| R.               | Nome                    | a                   | Modalità                         |
| P                | Guglielmo Vicario       | Empoli              | diritto di riscatto esercitato   |
| D                | Francesco Cusumano      | Vis Pesaro          | definitivo                       |
| D                | Senna Miangue           | Cercle Bruges       | diritto di riscatto esercitato   |
| D                | Alessandro Tripaldelli  | SPAL                | obbligo di riscatto esercitato   |
| C                | Roberto Biancu          | Olbia               | definitivo                       |
| C                | Fabrizio Caligara       | Ascoli              | obbligo di riscatto esercitato   |
| C                | Riccardo Ladinetti      | Olbia               | risoluzione consensuale          |
| A                | Alberto Cerri           | Como                | prestito con obbligo di riscatto |
| A                | Gianluca Contini        | Olbia               | prestito                         |
| A                | Massimiliano Manca      |                     | svincolato                       |
| A                | Federico Marigosu       |                     | svincolato                       |
| A                | Giovanni Simeone        | Verona              | diritto di riscatto esercitato   |
| A                | Mattéo Tramoni          | Pisa                | definitivo                       |

### Sessione invernale(dal 1/1 al 31/1)
| Acquisti         | Acquisti             | Acquisti            | Acquisti   |
| R.               | Nome                 | da                  | Modalità   |
| ---------------- | -------------------- | ------------------- | ---------- |
| D                | Paulo Azzi           | Modena              | definitivo |
| A                | Nik Prelec           | WSG Swarovski Tirol | definitivo |
| Altre operazioni |                      |                     |            |
| R.               | Nome                 | da                  | Modalità   |
| D                | Christian Travaglini | Olbia               | definitivo |

| Cessioni         | Cessioni             | Cessioni | Cessioni                            |
| R.               | Nome                 | a        | Modalità                            |
| ---------------- | -------------------- | -------- | ----------------------------------- |
| D                | Franco Carboni       | Inter    | risoluzione anticipata del prestito |
| A                | Gastón Pereiro       | Nacional | prestito                            |
| Altre operazioni |                      |          |                                     |
| R.               | Nome                 | da       | Modalità                            |
| D                | Christian Travaglini | Olbia    | prestito                            |

## Risultati

### Serie B

#### Girone di andata
| Arbitro: | Manganiello (Pinerolo) |

|             |           |               |
| Mancuso 19’ | Marcatori | 90+3’ Pereiro |

| Arbitro: | Orsato (Schio) |

|                           |           |             |
| Mancosu 72’ Makoumbou 87’ | Marcatori | 29’ Asencio |

| Arbitro: | Maggioni (Lecco) |

|               |           |  |
| La Mantia 37’ | Marcatori |  |

| Arbitro: | Baroni (Firenze) |

|         |           |  |
| Rog 28’ | Marcatori |  |

| Arbitro: | Aureliano (Bologna) |

|  |           |                          |
|  | Marcatori | 54’ Lapadula 83’ Luvumbo |

| Arbitro: | Fourneau (Roma) |

|  |           |              |
|  | Marcatori | 77’ Cheddira |

| Arbitro: | Cosso (Reggio Calabria) |

|             |           |                                          |
| Mancosu 38’ | Marcatori | 50’ Pohjanpalo 64’, 66’ Čeryšev 82’ Haps |

| Genova 7 ottobre 2022, ore 20:30 CEST 8ª giornata | Genoa                  | 0 – 0 referto | Cagliari | Stadio Luigi Ferraris (26 042 spett.)\| Arbitro: \| Marchetti (Ostia Lido) \| |
| Arbitro:                                          | Marchetti (Ostia Lido) |               |          |                                                                               |

| Arbitro: | Chiffi (Padova) |

|                        |           |           |
| Luvumbo 10’ Deiola 33’ | Marcatori | 90’ Olzer |

| Arbitro: | Aureliano (Bologna) |

|                                     |           |               |
| Dionisi 33’ (rig.) Pedro Mendes 81’ | Marcatori | 85’ Pavoletti |

| Arbitro: | La Penna (Roma) |

|             |           |              |
| Lapadula 2’ | Marcatori | 24’ Gagliolo |

| Arbitro: | Baroni (Firenze) |

|                  |           |                               |
| Odogwu 7’, 90+4’ | Marcatori | 39’ Lapadula 74’ (rig.) Viola |

| Arbitro: | Rutella (Enna) |

|              |           |             |
| Lapadula 67’ | Marcatori | 50’ Moruțan |

| Arbitro: | Fabbri (Ravenna) |

|                           |           |                                   |
| Rohdén 32’ R. Insigne 67’ | Marcatori | 14’ Luvumbo 90+7’ (rig.) Lapadula |

| Arbitro: | Ferrieri Caputi (Livorno) |

|               |           |            |
| Pavoletti 54’ | Marcatori | 44’ Camara |

| Arbitro: | Massa (Imperia) |

|                    |           |  |
| Falletti 8’ (rig.) | Marcatori |  |

| Arbitro: | Serra (Torino) |

|                                 |           |                                   |
| Pavoletti 20’, 81’ Lapadula 27’ | Marcatori | 29’ Strizzolo 54’ (rig.) Casasola |

| Arbitro: | Maresca (Napoli) |

|                              |           |                 |
| Brunori 37’ (rig.) Segre 53’ | Marcatori | 90+5’ Pavoletti |

| Arbitro: | Paterna (Teramo) |

|                        |           |  |
| Lapadula 65’ Lella 86’ | Marcatori |  |

#### Girone di ritorno
| Arbitro: | Meraviglia (Pistoia) |

|                              |           |  |
| Pavoletti 16’ Paulo Azzi 49’ | Marcatori |  |

| Cittadella 21 gennaio 2023, ore 16:15 CET 21ª giornata | Cittadella     | 0 – 0 referto | Cagliari | Stadio Piercesare Tombolato (3 684 spett.)\| Arbitro: \| Rutella (Enna) \| |
| Arbitro:                                               | Rutella (Enna) |               |          |                                                                            |

| Arbitro: | Paterna (Teramo) |

|                         |           |           |
| Altare 15’ Lapadula 76’ | Marcatori | 15’ Celia |

| Arbitro: | Perenzoni (Rovereto) |

|                              |           |  |
| Diaw 25’ (rig.) Bonfanti 83’ | Marcatori |  |

| Arbitro: | Sozza (Seregno) |

|              |           |  |
| Lapadula 76’ | Marcatori |  |

| Arbitro: | Massa (Imperia) |

|                        |           |             |
| Antenucci 90+5’ (rig.) | Marcatori | 2’ Lapadula |

| Venezia 25 febbraio 2023, ore 14:00 CET 26ª giornata | Venezia          | 0 – 0 referto | Cagliari | Stadio Pier Luigi Penzo (4 470 spett.)\| Arbitro: \| Zufferli (Udine) \| |
| Arbitro:                                             | Zufferli (Udine) |               |          |                                                                          |

| Cagliari 1º marzo 2023, ore 20:30 CET 27ª giornata | Cagliari      | 0 – 0 referto | Genoa | Unipol Domus (13 520 spett.)\| Arbitro: \| Valeri (Roma) \| |
| Arbitro:                                           | Valeri (Roma) |               |       |                                                             |

| Arbitro: | Fabbri (Ravenna) |

|            |           |                     |
| Bisoli 77’ | Marcatori | 67’ (rig.) Lapadula |

| Arbitro: | Miele (Nola) |

|                                         |           |           |
| Lapadula 56’, 84’ Mancosu 61’ Zappa 88’ | Marcatori | 19’ Forte |

| Arbitro: | Ayroldi (Molfetta) |

|  |           |                                                         |
|  | Marcatori | 11’, 43’ (rig.) Lapadula 63’ (rig.) Mancosu 90+3’ Zappa |

| Arbitro: | Prontera (Bologna) |

|              |           |                     |
| Lapadula 30’ | Marcatori | 87’ (rig.) Larrivey |

| Pisa 10 aprile 2023, ore 18:00 CEST 32ª giornata | Pisa            | 0 – 0 referto | Cagliari | Stadio Arena Garibaldi-Romeo Anconetani (9 767 spett.)\| Arbitro: \| La Penna (Roma) \| |
| Arbitro:                                         | La Penna (Roma) |               |          |                                                                                         |

| Cagliari 15 aprile 2023, ore 16:15 CEST 33ª giornata | Cagliari       | 0 – 0 referto | Frosinone | Unipol Domus (16 132 spett.)\| Arbitro: \| Volpi (Arezzo) \| |
| Arbitro:                                             | Volpi (Arezzo) |               |           |                                                              |

| Arbitro: | Gariglio (Pinerolo) |

|                            |           |              |
| Vázquez 62’ (rig.) Man 77’ | Marcatori | 32’ Lapadula |

| Arbitro: | La Penna (Roma) |

|                     |           |               |
| Deiola 4’ Zappa 60’ | Marcatori | 12’ Partipilo |

| Arbitro: | Ayroldi (Molfetta) |

|  |           |                                                             |
|  | Marcatori | 5’, 87’ Lapadula 30’ Paulo Azzi 45’ Mancosu 49’ Kourfalidīs |

| Arbitro: | Valeri (Roma) |

|                         |           |           |
| Deiola 25’ Lapadula 64’ | Marcatori | 16’ Segre |

| Arbitro: | Abisso (Palermo) |

|  |           |              |
|  | Marcatori | 24’ Lapadula |

#### Play-off
| Arbitro: | Di Bello (Brindisi) |

|                   |           |             |
| Lapadula 14’, 18’ | Marcatori | 52’ Pierini |

| Arbitro: | Colombo (Como) |

|                                      |           |                         |
| Luvumbo 68’, 89’ Lapadula 85’ (rig.) | Marcatori | 10’ Benedyczak 26’ Sohm |

| Parma 3 giugno 2023, ore 20:30 CEST Semifinali - Ritorno | Parma          | 0 – 0 referto | Cagliari | Stadio Ennio Tardini (17 437 spett.)\| Arbitro: \| Orsato (Schio) \| |
| Arbitro:                                                 | Orsato (Schio) |               |          |                                                                      |

| Arbitro: | Mariani (Aprilia) |

|             |           |                        |
| Lapadula 9’ | Marcatori | 90+6’ (rig.) Antenucci |

| Arbitro: | Guida (Torre Annunziata) |

|  |           |                 |
|  | Marcatori | 90+4’ Pavoletti |

### Coppa Italia

#### Turni eliminatori
| Arbitro: | Gualtieri (Asti) |

|                                         |           |                             |
| Altare 2’ Lapadula 80’ (rig.) Viola 89’ | Marcatori | 32’ Melchiorri 67’ Di Serio |

| Arbitro: | Camplone (Pescara) |

|                  |           |  |
| Obert 69’ (aut.) | Marcatori |  |

## Statistiche

### Statistiche di squadra
| Competizione | Punti | In casa | In casa | In casa | In casa | In casa | In casa | In trasferta | In trasferta | In trasferta | In trasferta | In trasferta | In trasferta | Totale | Totale | Totale | Totale | Totale | Totale | DR  |
| Competizione | Punti | G       | V       | N       | P       | Gf      | Gs      | G            | V            | N            | P            | Gf           | Gs           | G      | V      | N      | P      | Gf     | Gs     | DR  |
| ------------ | ----- | ------- | ------- | ------- | ------- | ------- | ------- | ------------ | ------------ | ------------ | ------------ | ------------ | ------------ | ------ | ------ | ------ | ------ | ------ | ------ | --- |
| Serie B      | 60    | 19      | 11      | 6       | 2       | 28      | 17      | 19           | 4            | 9            | 6            | 22           | 17           | 38     | 15     | 15     | 8      | 50     | 34     | +16 |
| Play-off     | -     | 3       | 2       | 1       | 0       | 6       | 4       | 2            | 1            | 1            | 0            | 1            | 0            | 5      | 3      | 2      | 0      | 7      | 4      | +3  |
| Coppa Italia | -     | 1       | 1       | 0       | 0       | 3       | 2       | 1            | 0            | 0            | 1            | 0            | 1            | 2      | 1      | 0      | 1      | 3      | 3      | 0   |
| Totale       | -     | 23      | 14      | 7       | 2       | 37      | 23      | 22           | 5            | 10           | 7            | 23           | 18           | 45     | 19     | 17     | 9      | 60     | 41     | +19 |

### Andamento in campionato
| Giornata  | 1 | 2 | 3 | 4 | 5 | 6 | 7 | 8 | 9 | 10 | 11 | 12 | 13 | 14 | 15 | 16 | 17 | 18 | 19 | 20 | 21 | 22 | 23 | 24 | 25 | 26 | 27 | 28 | 29 | 30 | 31 | 32 | 33 | 34 | 35 | 36 | 37 | 38 |
| --------- | - | - | - | - | - | - | - | - | - | -- | -- | -- | -- | -- | -- | -- | -- | -- | -- | -- | -- | -- | -- | -- | -- | -- | -- | -- | -- | -- | -- | -- | -- | -- | -- | -- | -- | -- |
| Luogo     | T | C | T | C | T | C | C | T | C | T  | C  | T  | C  | T  | C  | T  | C  | T  | C  | C  | T  | C  | T  | C  | T  | T  | C  | T  | C  | T  | C  | T  | C  | T  | C  | T  | C  | T  |
| Risultato | N | V | P | V | V | P | P | N | V | P  | N  | N  | N  | N  | N  | P  | V  | P  | V  | V  | N  | V  | P  | V  | N  | N  | N  | N  | V  | V  | N  | N  | N  | P  | V  | V  | V  | V  |
| Posizione | 9 | 3 | 9 | 6 | 3 | 6 | 9 | 8 | 8 | 10 | 10 | 10 | 10 | 10 | 11 | 12 | 10 | 12 | 9  | 8  | 8  | 6  | 9  | 6  | 6  | 8  | 7  | 8  | 5  | 5  | 5  | 6  | 6  | 6  | 6  | 6  | 6  | 5  |

Fonte:  Serie B – Classifica, su legab.it.
Legenda:

Luogo: C = Casa; T = Trasferta. Risultato: V = Vittoria; N = Pareggio; P = Sconfitta.

### Statistiche dei giocatori

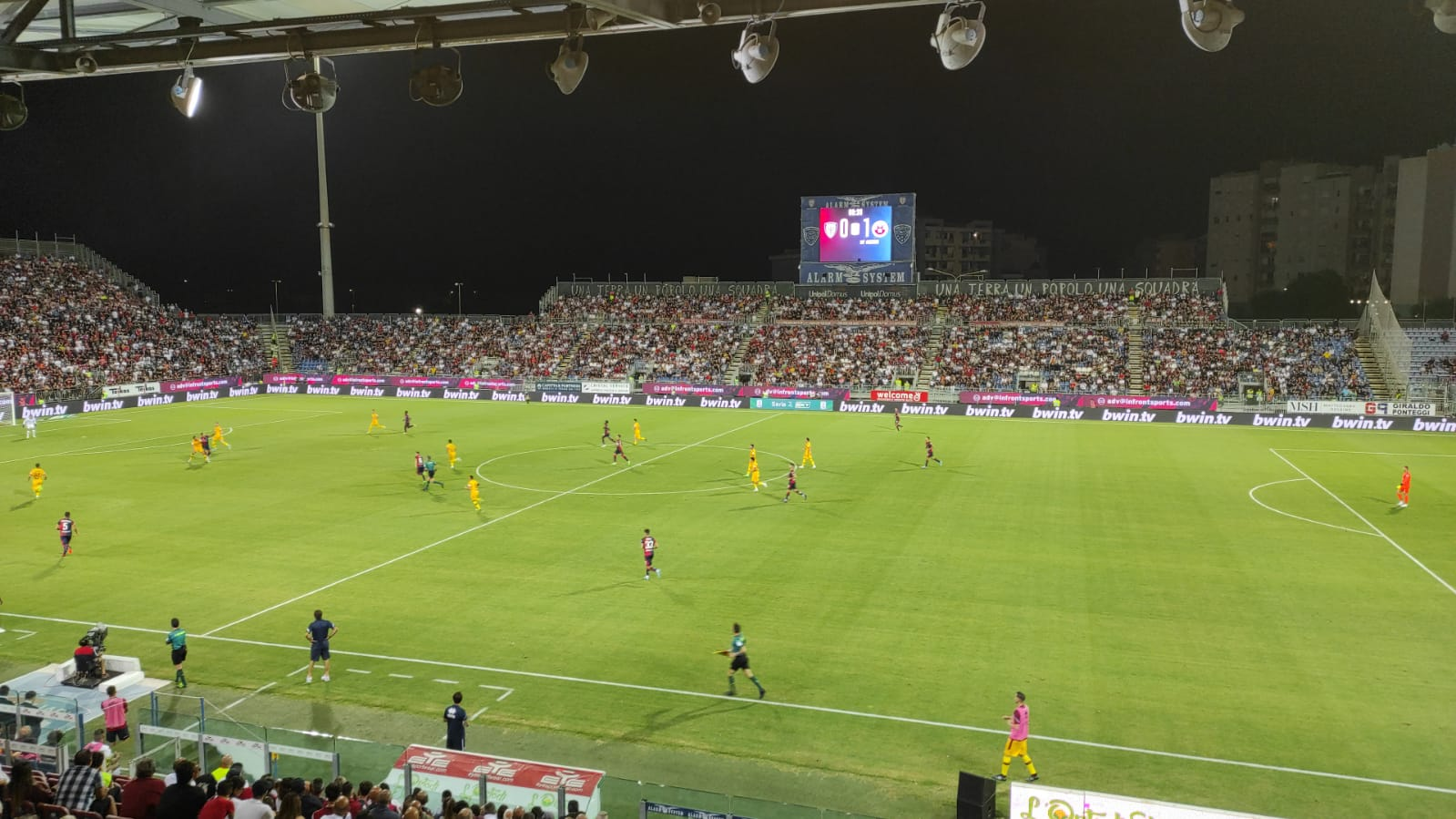
Un'immagine della sfida tra Cagliari e nel primo incontro casalingo dei rossoblù.

| Giocatore      | Serie B  | Serie B | Serie B     | Serie B    | Coppa Italia | Coppa Italia | Coppa Italia | Coppa Italia | Totale   | Totale | Totale      | Totale     |
| Giocatore      | Presenze | Reti    | Ammonizioni | Espulsioni | Presenze     | Reti         | Ammonizioni  | Espulsioni   | Presenze | Reti   | Ammonizioni | Espulsioni |
| -------------- | -------- | ------- | ----------- | ---------- | ------------ | ------------ | ------------ | ------------ | -------- | ------ | ----------- | ---------- |
| G. Altare      | 25+4     | 1       | 7           | 1          | 1            | 1            | 0            | 0            | 30       | 2      | 7           | 1          |
| P. Azzi        | 15+5     | 2       | 4           | 0          | 0            | 0            | 0            | 0            | 20       | 2      | 4           | 0          |
| S. Aresti      | 0        | -0      | 0           | 0          | 1            | -1           | 0            | 0            | 1        | -1     | 0           | 0          |
| A. Barreca     | 22+1     | 0       | 1           | 0          | 1            | 0            | 0            | 0            | 24       | 0      | 1           | 0          |
| S. Boccia      | 0        | 0       | 0           | 0          | 0            | 0            | 0            | 0            | 0        | 0      | 0           | 0          |
| E. Capradossi  | 16       | 0       | 2           | 0          | 1            | 0            | 0            | 0            | 17       | 0      | 2           | 0          |
| F. Carboni     | 13       | 0       | 3           | 0          | 1            | 0            | 0            | 0            | 14       | 0      | 3           | 0          |
| N. Cavuoti     | 0        | 0       | 0           | 0          | 1            | 0            | 0            | 0            | 1        | 0      | 0           | 0          |
| G. Ciocci      | 0        | -0      | 0           | 0          | 0            | -0           | 0            | 0            | 0        | -0     | 0           | 0          |
| G. Contini     | 0        | 0       | 0           | 0          | 0            | 0            | 0            | 0            | 0        | 0      | 0           | 0          |
| A. Deiola      | 25+5     | 3       | 3+1         | 0          | 1            | 0            | 0            | 0            | 31       | 3      | 4           | 0          |
| I. Delpupo     | 1        | 0       | 0           | 0          | 0            | 0            | 0            | 0            | 1        | 0      | 0           | 0          |
| J. Desogus     | 1        | 0       | 1           | 0          | 0            | 0            | 0            | 0            | 1        | 0      | 1           | 0          |
| A. Dossena     | 23+4     | 0       | 6+2         | 0          | 1            | 0            | 0            | 0            | 28       | 0      | 8           | 0          |
| A. Di Pardo    | 16+4     | 0       | 1           | 1          | 1            | 0            | 0            | 0            | 21       | 0      | 1           | 1          |
| F. Falco       | 14       | 0       | 1           | 0          | 0            | 0            | 0            | 0            | 14       | 0      | 1           | 0          |
| P. Faragò      | 0        | 0       | 0           | 0          | 0            | 0            | 0            | 0            | 0        | 0      | 0           | 0          |
| E. Goldaniga   | 18+4     | 0       | 4+1         | 0          | 1            | 0            | 0            | 0            | 23       | 0      | 5           | 0          |
| A. Griger      | 1        | 0       | 0           | 0          | 0            | 0            | 0            | 0            | 1        | 0      | 0           | 0          |
| C. Kourfalidīs | 21+2     | 1       | 1+1         | 0          | 2            | 0            | 0            | 0            | 25       | 1      | 2           | 0          |
| G. Lapadula    | 36+5     | 21+4    | 6           | 1          | 2            | 1            | 0            | 0            | 43       | 26     | 6           | 1          |
| N. Lella       | 17+1     | 1       | 1           | 0          | 2            | 0            | 0            | 0            | 20       | 1      | 1           | 0          |
| Z. Luvumbo     | 36+5     | 3+2     | 4+1         | 0          | 2            | 0            | 0            | 0            | 43       | 5      | 5           | 0          |
| A. Makoumbou   | 36+5     | 1       | 5           | 0          | 1            | 0            | 0            | 0            | 42       | 1      | 5           | 0          |
| M. Mancosu     | 23+4     | 5       | 1+1         | 0          | 0            | 0            | 0            | 0            | 27       | 5      | 2           | 0          |
| V. Millico     | 15       | 0       | 5           | 0          | 1            | 0            | 1            | 0            | 16       | 0      | 6           | 0          |
| N. Nández      | 33+4     | 0       | 9           | 0          | 0            | 0            | 0            | 0            | 37       | 0      | 9           | 0          |
| A. Obert       | 29+4     | 0       | 3           | 1          | 2            | 0            | 0            | 0            | 35       | 0      | 3           | 1          |
| L. Pavoletti   | 23+3     | 6+1     | 3           | 0          | 2            | 0            | 0            | 0            | 28       | 7      | 3           | 0          |
| G. Pereiro     | 9        | 1       | 0           | 0          | 2            | 0            | 0            | 0            | 11       | 1      | 0           | 0          |
| N. Prelec      | 11+4     | 0       | 0           | 0          | 0            | 0            | 0            | 0            | 15       | 0      | 0           | 0          |
| B. Radunović   | 38+5     | -34+-4  | 1+1         | 0          | 1            | -2           | 0            | 0            | 44       | -40    | 2           | 0          |
| M. Rog         | 21+2     | 1       | 7           | 1          | 0            | 0            | 0            | 0            | 23       | 1      | 7           | 1          |
| L. Tramoni     | 0        | 0       | 0           | 0          | 0            | 0            | 0            | 0            | 0        | 0      | 0           | 0          |
| N. Viola       | 16+3     | 1       | 1+1         | 0          | 2            | 1            | 0            | 0            | 21       | 2      | 2           | 0          |
| G. Zappa       | 29+5     | 3       | 7           | 0          | 2            | 0            | 0            | 0            | 36       | 3      | 7           | 0          |